# Xã Big Creek, Quận Taney, Missouri
Xã Big Creek (tiếng Anh: Big Creek Township) là một xã thuộc quận Taney, tiểu bang Missouri, Hoa Kỳ. Năm 2010, dân số của xã này là 572 người.